# Yves-Marie Bercé
Yves-Marie Bercé (Mesterrieux, 30 de agosto de 1936) es un historiador y académico francés, conocido por su trabajo sobre las revueltas populares de la era moderna.

## Biografía
Paleógrafo archivero (promoción de 1959) y antiguo miembro de la Escuela Francesa de Roma (1959-1961), defendió su tesis doctoral en 1972. Primero fue conservador en los Archivos Nacionales (1963-1975) y luego pasó a ser profesor en las universidades de Limoges (1975-1979), Reims (1979-1989) y París-IV (desde 1989).
De 1987 a 1998, fue Presidente de la Asociación de Historiadores Modernistas de las Universidades Francesas. En 1991 fue profesor visitante en la Universidad de Minnesota. Fue presidente del Comité Francés de Ciencias Históricas de 1991 a 1995, director de la École Nationale des Chartes de 1992 a 2001. También presidió la Sociedad de la Historia de Francia en 1996 y, de 2002 a 2009, lo fue igualmente de la Sociedad para el Estudio del Siglo XVII. Académico correspondiente de la Academia de Inscripciones y Lenguas Antiguas desde 2001, fue elegido miembro ordinario el 30 de noviembre de 2007, en la silla que dejó vacante Pierre Amandry y es miembro del Instituto de Francia.
Yves-Marie Bercé se dio a conocer en particular por su trabajo sobre las revueltas populares y las ideas de la era moderna. Es autor de dos libros sobre las revueltas de los crocantes. En Croquants et nu-pieds, publicado en 1974, desarrolla el fuerte antagonismo entre lo que llama la «bonnes villes» y el «plat pays», esto es, entre el mundo burgués y el campesinado en la Francia del siglo XVI al XIX.
Entre otros reconocimiento es caballero de la Legión de Honor, comendador de la Orden Nacional del Mérito y oficial de la Orden de las Artes y las Letras.